# Myopsyche nervalis
Myopsyche nervalis är en fjärilsart som beskrevs av Embrik Strand 1912. Myopsyche nervalis ingår i släktet Myopsyche och familjen björnspinnare. Inga underarter finns listade i Catalogue of Life.